# Constel·lació de Cassiopea
Cassiopea (Cassiopeia) és una constel·lació de l'hemisferi nord, les cinc estrelles més brillants de la qual presenten una característica forma de ve doble (W) que, en funció de l'època de l'any i de la latitud es pot veure dreta, de costat o invertida. Cassiopea és una de les 88 constel·lacions modernes establertes per la Unió Astronòmica Internacional, i també una de les 48 constel·lacions ptolemaiques.

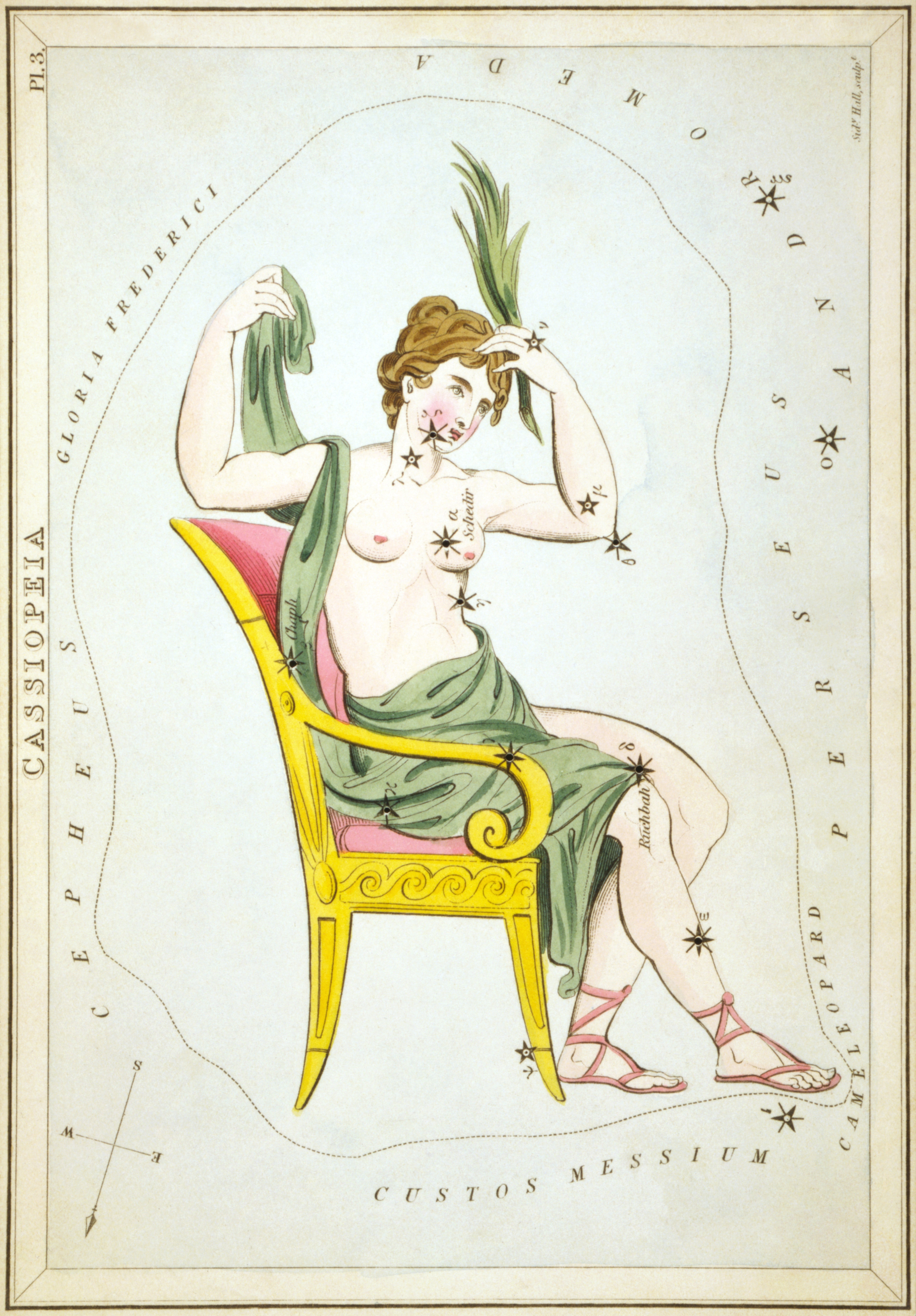

## Característiques
Cobrint 598,4 graus quadrats i, per tant, l'1,451% del cel, Cassiopeia ocupa el lloc 25 de les 88 constel·lacions de l'hemisferi nord. Limita amb Cefeu al nord i oest, Andròmeda al sud i oest, Perseu al sud-est i Camelopardalis a l'est, i també comparteix una curta frontera amb Lacerta a l’oest.
L'abreviatura de tres lletres de la constel·lació, adoptada per la Unió Astronòmica Internacional el 1922, és "Cas". Els límits oficials de les constel·lacions, establerts per l'astrònom belga Eugène Delporte el 1930, estan definits per un polígon de 30 segments. En el sistema de coordenades equatorials, les coordenades d'ascensió dreta d'aquestes fronteres es troben entre les 00h 27m 03s i les 23h 41m 06s, mentre que les coordenades de declinació estan entre 77,69 ° i 46,68 °. La seva posició a l’hemisferi celeste nord significa que tota la constel·lació és visible per als observadors al nord de 12 ° S. Alta en el cel del nord, és circumpolar (és a dir, mai es posa al cel nocturn) pels observadors de les Illes Britàniques, el Canadà i el nord dels Estats Units.

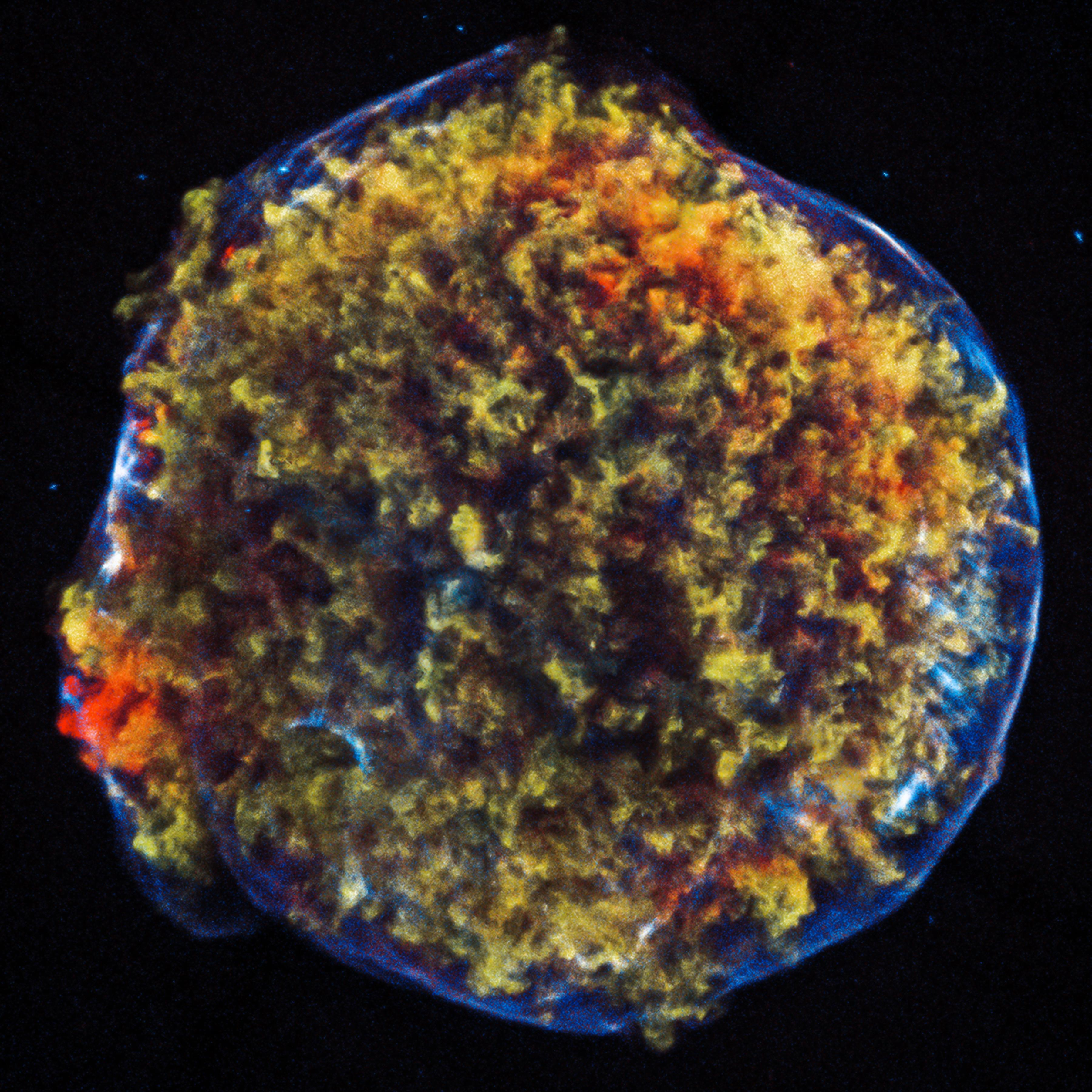
Supernova de Tycho.

### Estrelles
El cartògraf alemany Johann Bayer va utilitzar les lletres gregues d'Alpha a Omega, i després A i B, per etiquetar les 26 estrelles més destacades de la constel·lació. Més tard es va trobar que Ípsilon eren en realitat dues estrelles i va ser etiquetada per John Flamsteed com a Ípsilon1 i Ípsilon2. Per altra banda, B Cassiopeiae era de fet una supernova, coneguda avui com a Supernova de Tycho. Dins de les fronteres de la constel·lació, hi ha 157 estrelles més brillants o iguals a la magnitud aparent 6,5.

#### La W
Les cinc estrelles més brillants de Cassiopeia (Alfa, Beta, Gamma, Delta i Ípsilon Cassiopeiae) formen el característic asterisme en forma de W. Les cinc són estrelles visibles a ull nu, de les quals tres són notablement variables i una quarta se sospita que és una variable de baixa amplitud. L'asterisme és una W quan es troba per sota de Polaris durant les nits de primavera i estiu de l'hemisferi nord, mentre que a l'hivern i des de latituds del sud es veu per sobre de Polaris (és a dir, més a prop del zenit) i la W apareix invertida.
- Alpha Cassiopeiae, tradicionalment anomenada Schedar (de l'àrab Al Sadr, "el pit"), és un sistema de quatre estrelles. Domina la primària, un gegant de color taronja de magnitud 2,2, a 228 ± 2 anys llum de la Terra.[6] Amb una lluminositat aproximadament 771 vegades superior a la del Sol, s'ha inflat i refredat després d’haver esgotat el seu hidrogen principal durant la seva vida útil de 100 a 200 milions d’anys, passant-ne una gran part com a estrella de seqüència principal de tipus B de color blau-blanc.[7] La companya nana groga de magnitud 8,9 (Alpha Cassiopeiae B) està àmpliament separada de l'estel principal, mentre que els acompanyants (C i D) hi són més a prop amb magnituds de 13 i 14 respectivament.[8]
- Beta Cassiopeiae, o Caph (que significa "mà"), és una estrella de tonalitat blanca de magnitud 2,3, a 54,7 ± 0,3 anys llum de la Terra.[6] Amb uns 1.200 milions d’anys d’antiguitat, ha consumit el nucli d’hidrogen i ha començat a expandir-se i refredar la seqüència principal. És aproximadament 1,9 vegades més gran que el Sol i al voltant de 21,3 vegades més lluminosa. Gira al voltant del 92% de la seva velocitat crítica, i fa una rotació completa cada 1,12 dies. Això dona a l'estrella una forma esferoïdal oblata amb una protuberància equatorial que és un 24% més gran que el radi polar.[9] És una variable Delta Scuti amb una petita amplitud i un període de 2,5 hores.[10]

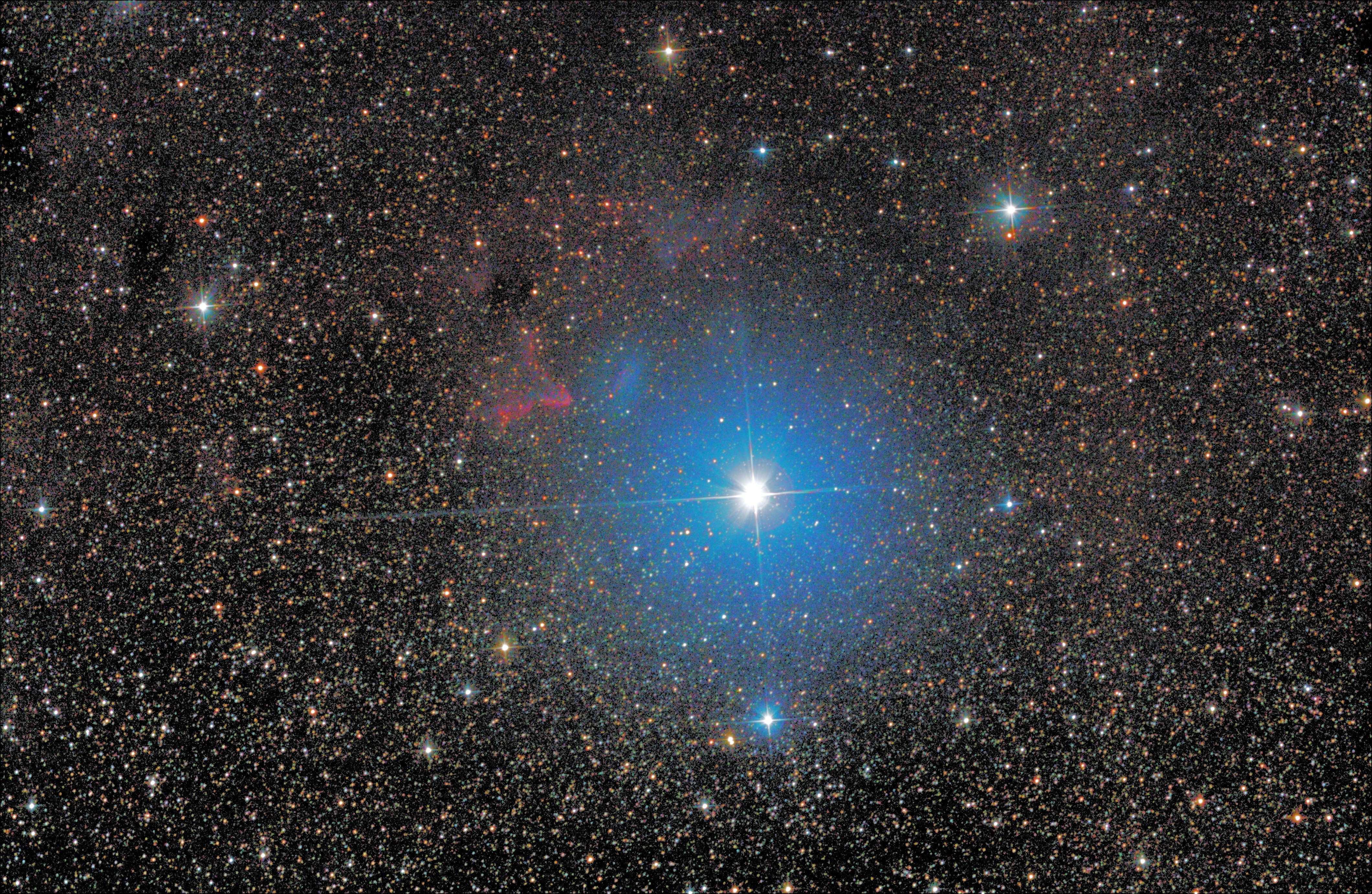
Gamma Cassiopeiae i les nebuloses associades IC63 i IC59.

- Gamma Cassiopeiae i les nebuloses associades IC63 i IC59.Gamma Cassiopeiae és el prototip d’estrella anomenat variable Gamma Cassiopeiae, un tipus d’estrella variable que té un disc variable de material expulsat per la seva alta velocitat de rotació. Gamma Cassiopeiae té una magnitud mínima de 3,0 i una magnitud màxima d’1,6, però generalment és propera a la magnitud 2,2, amb esvaiments i lluminositats imprevisibles. És una binària espectroscòpica, amb un període orbital de 203,59 dies amb una acompanyant d'una massa aproximadament la mateixa que la del Sol. No obstant això, no s'ha trobat cap evidència directa d'aquesta companya, cosa que va conduir a especular que podria ser una nana blanca o una altra estrella degenerada.[11]
- Delta Cassiopeiae, també coneguda com a Ksora, Ruchbah o Rukbat, que significa "genoll", és una possible estrella binària eclipsant de tipus Algol amb una brillantor màxima de magnitud 2,7. S'ha informat que mostrava eclipsis de magnituds inferiors a 0,1 amb un període de 2 anys i 1 mes,[12] però això no s'ha confirmat mai. Es troba a 99,4 ± 0,4 anys llum de la Terra.[6]
- Epsilon Cassiopeiae, també coneguda com a Segin o Navi, té una magnitud aparent de 3,3. Situada a 410 ± 20 anys llum de la Terra,[6] és una estrella blanca i blanca calenta de tipus espectral B3 III amb una temperatura superficial de 15.680 K. És 6,5 vegades més massiva i 4,2 vegades més ampla que el Sol, i pertany a una classe d’estrelles conegudes com a estrelles Be: estrelles que giren ràpidament i que llancen un anell o embolcall de matèria.[13]

#### Altres estrelles
Les següents set estrelles més brillants de Cassiopeia també són totes estrelles variables o sospìtoses de ser-ho, inclosa 50 Cassiopeiae, la qual no va rebre una lletra grega de Bayer i és una variable sospitosa amb una amplitud molt petita.
- Zeta Cassiopeiae (anomenada Fulu)[14] és una estrella sospitosa de ser de tipus B que polsa lentament.
- Eta Cassiopeiae (anomenada Achird)[14] és una estrella binària espectroscòpica amb un període de 480 anys i una sospitosa variable RS Canum Venaticorum. La primària és una estrella de color groc de magnitud 3,5 i la secundària és una estrella de color vermell de magnitud 7,5. El sistema es troba a 19 anys llum de la Terra.

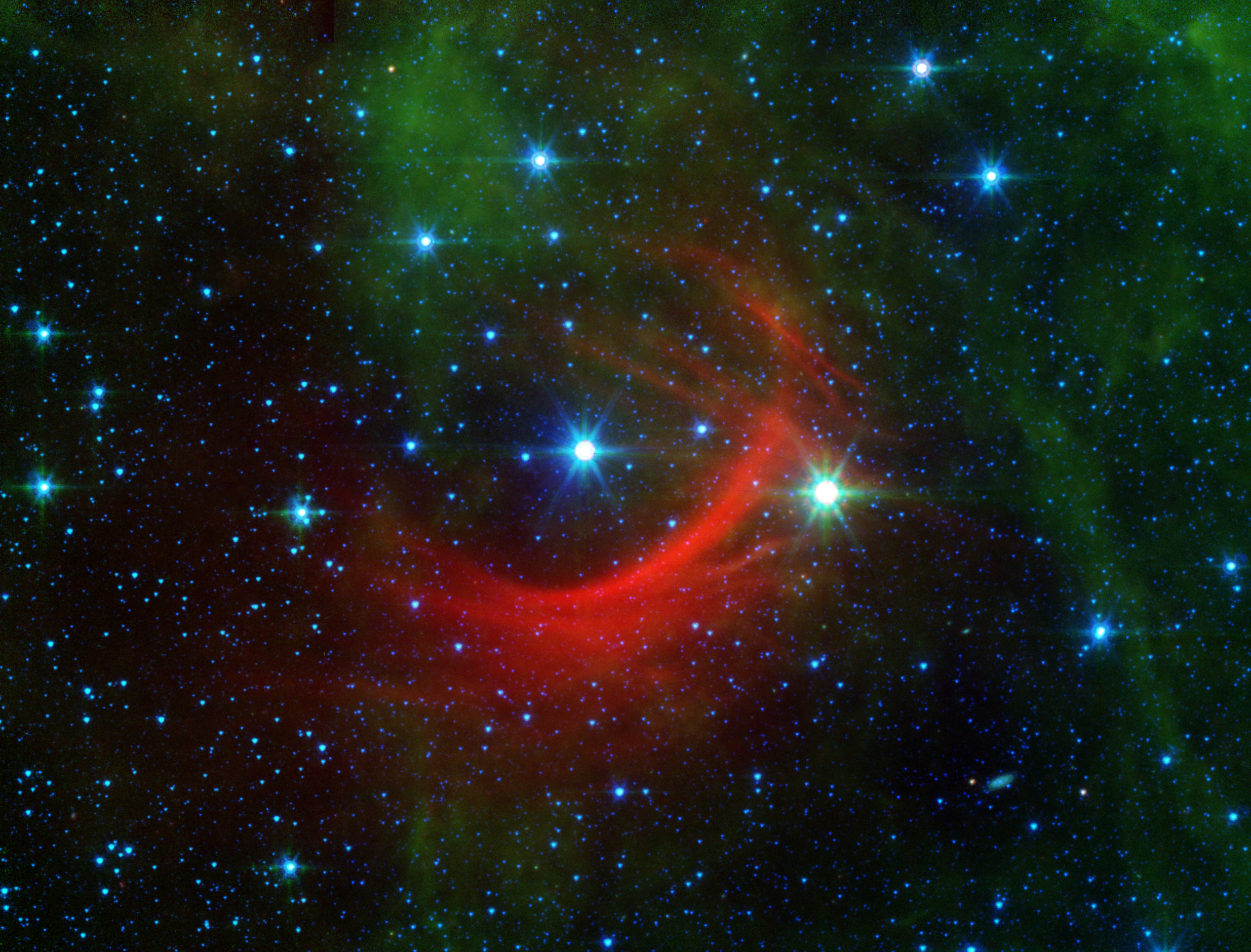
Kappa Cassiopeiae, amb el seu arc de xoc.

- Kappa Cassiopeiae, amb el seu arc de xoc.Kappa Cassiopeiae és una supergegant blava de tipus espectral BC0.7Ia que és aproximadament 302.000 vegades més lluminosa que el Sol i té 33 vegades el seu diàmetre.[15] És una estrella fugitiva, que es mou a uns 2,5 milions de mph respecte als seus veïns (1.100 quilòmetres per segon).[16] El seu camp magnètic i el seu vent de partícules creen un xoc d’arc visible a 4 anys llum per davant d'ella, xocant amb el gas i la pols interestel·lars difusos i, normalment, invisibles. Les dimensions del xoc de proa són enormes: al voltant de 12 anys llum de llarg i 1,8 anys llum d'ample.[17]
- Theta Cassiopeiae (anomenada Marfak), és una estrella variable sopitosa la brillantor de la qual canvia en menys d'una dècima de magnitud.
- Iota Cassiopeiae és una estrella triple a 142 anys llum de la Terra. La principal és una estrella de color blanc de magnitud 4,5 i una variable α2 Canum Venaticorum, la secundària és una estrella de color groc de magnitud 6,9 i el terciària és una estrella de magnitud 8,4. La primària i la secundària estan juntes, però la primària i la terciària estan àmpliament separades.
- Omicron Cassiopeiae és una estrella triple i la primària és una altra variable γ Cassiopeiae.

Altres estrelles destacables sónː
- Sigma Cassiopeiae és una estrella binària a 1500 anys llum de la Terra. L'estel primari és de color verd i té una magnitud de 5,0 i el secundari és de color blau i té una magnitud de 7,3.
- Psi Cassiopeiae és una estrella triple a 193 anys llum de la Terra. La principal és una estrella gegant de color taronja de magnitud 4,7 i la secundària és un parell d’estrelles properes que sembla que tenen una magnitud de 9,0.[12]

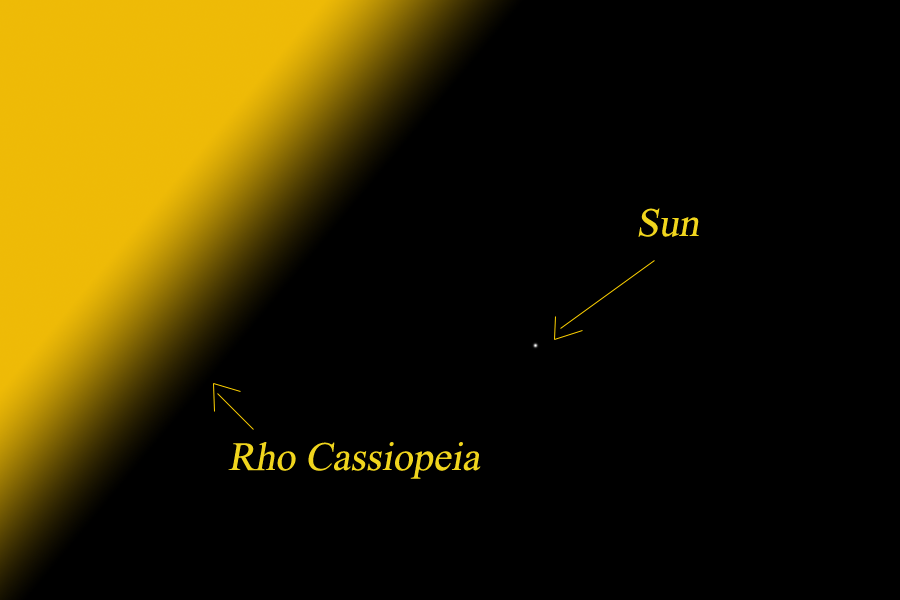
Comparació de mides entre Rho Cassopeiae i el Sol

- Comparació de mides entre Rho Cassopeiae i el SolRho Cassiopeiae és una hipergegant groga variable polsant semiregular, entre les estrelles més lluminoses de la galàxia amb aproximadament 500.000 L☉.[18] Té una magnitud mínima de 6,2 i una magnitud màxima de 4,1; el seu període és d'aproximadament 320 dies. Té al voltant de 450 vegades el diàmetre del Sol i 17 vegades la seva massa, havent començat a viure 45 vegades més massiva que el Sol. Rho Cassiopeiae es troba a uns 10.000 anys llum de la Terra. Cassiopeia inclou V509 Cassiopeiae, un segon exemple d'hipergegants grocs extremadament rars, que és al voltant de 400.000 vegades més lluminós que el Sol i 14 vegades més massiu,[18] així com 6 Cassiopeiae que és una hipergegant blanca més calenta. També acull la supergegant vermella PZ Cassiopeiae, que és una de les estrelles més grans conegudes amb una estimació de 1.190-1.940 R☉ i també és una variable semirregular.[19] Entre 240.000 i 270.000 vegades més lluminós que el Sol, es troba a uns 9.160 anys llum de distància de la Terra.[20]

- AO Cassiopeiae és un sistema binari compost per una estrella de seqüència principal O8 i una gegant brillant O9.2 que pesen entre 20,30 i 57,75 i 14,8 i 31,73 vegades la massa del Sol.[21] Les dues estrelles massives són tan properes entre si que es distorsionen en forma d'ou.[22]

- La supernova de Tycho Brahe va ser visible a ull nu dins de Cassiopeia i se sospita que l'estrella Tycho G és la donant del material que va provocar aquesta explosió.

#### Patró des d'Alfa Centaure

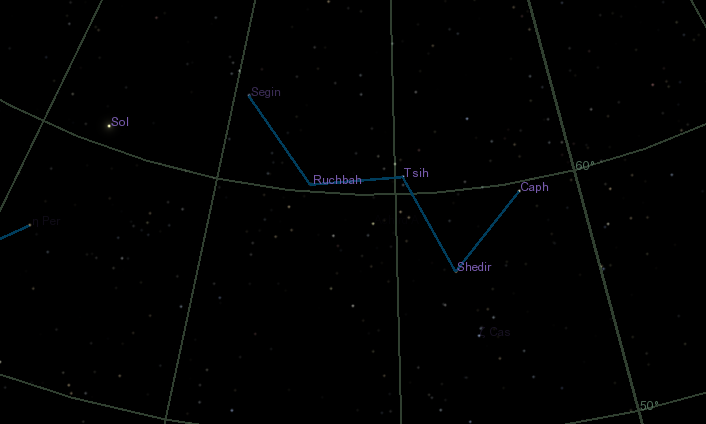
Visió de Cassiopea des d'Alpha Centauri, amb el Sol.

El Sol des de α Centauri, l'estrella més propera al Sistema Solar, seria visible a Cassiopeia com una estrella de magnitud 0,5 de color blanc i groc, molt més brillant que qualsevol de les altres estrelles de la constel·lació. La famosa W de Cassiopeia no canviaria perquè les seves estrelles estan molt més lluny, però el Sol apareixeria com una addició a l'extrem més esquerre, més proper a ε Cas, creant un patró en zig-zag.

## Objectes de l'espai profund
Un ric sector de la Via Làctia travessa Cassiopeia. Aquest sector s'estén des de Perseu cap al Cigne, i conté una sèrie de cúmuls oberts, joves estrelles de disc galàctic lluminós i nebuloses.

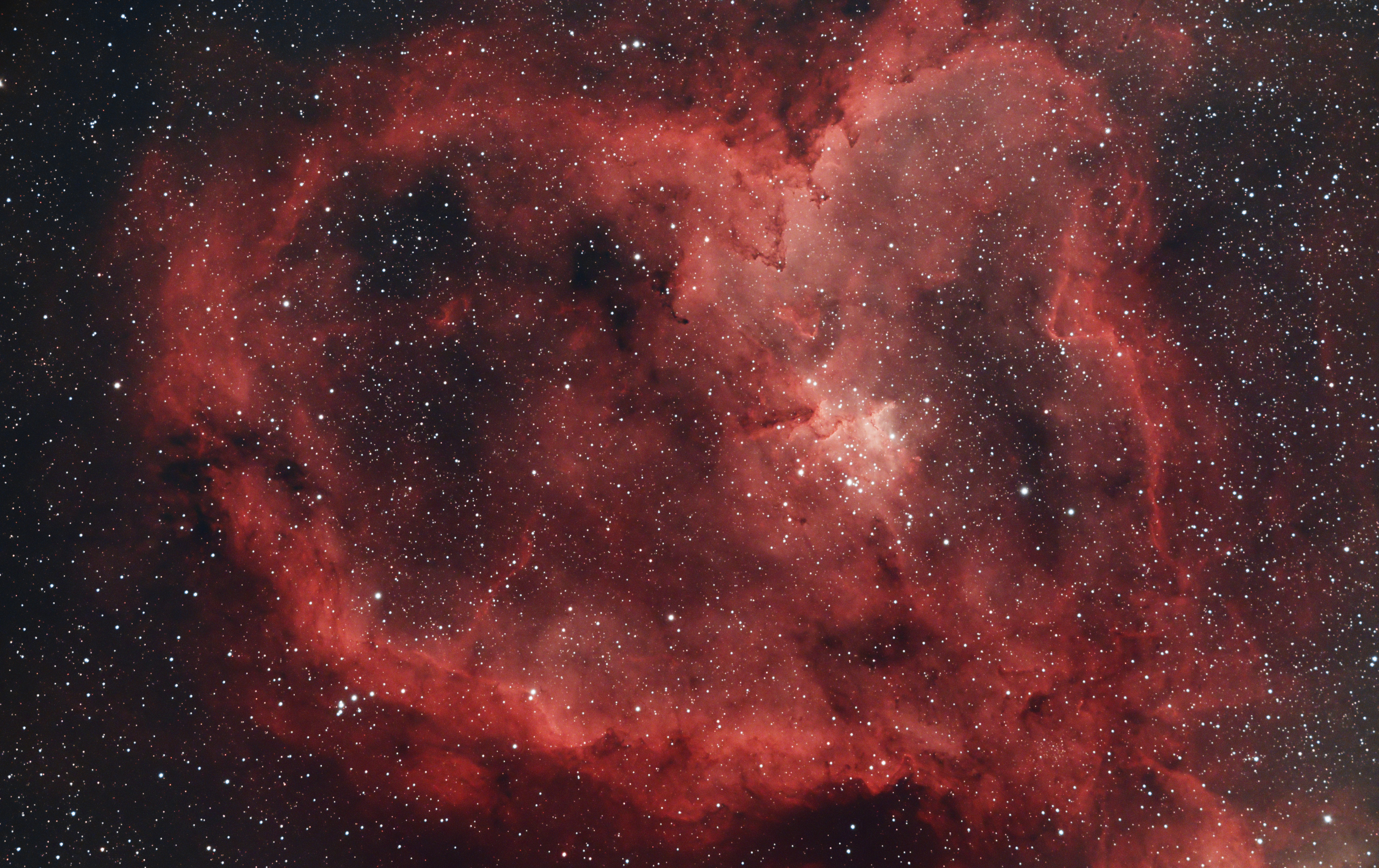
Nebulosa del cor o IC 1805.

La Nebulosa del Cor i la Nebulosa de l’Ànima són dues nebuloses d’emissió veïnes a uns 7.500 anys llum de distància de la terra.
Dos objectes Messier, M52 (NGC 7654) i M103 (NGC 581), es troben a Cassiopeia; tots dos són cúmuls oberts. M52 descrit com un cúmul "en forma de ronyó", conté aproximadament 100 estrelles i es troba a 5200 anys llum de la Terra. El seu membre més destacat és una estrella de color taronja de magnitud 8,0 a prop de la vora del cúmul. M103 és molt més pobre que M52, amb només unes 25 estrelles. També és més distant, a 8200 anys llum de la Terra. El seu membre més destacat és en realitat una estrella doble més propera i superposada; consisteix en una primària de magnitud 7 i una secundària de magnitud 10.
Els altres cúmuls oberts destacats a Cassiopeia són NGC 457 i NGC 663, ambdós amb aproximadament 80 estrelles. NGC 457 és menys densa i el seu membre més brillant és Phi Cassiopeiae, una estrella supergegant de tonalitat blanca de magnitud 5,0. Les estrelles de NGC 457, disposades en cadena, es troben a uns 10.000 anys llum de la Terra; NGC 663 és més propera, a 8200 anys llum de la Terra, i més gran, amb 0,25 graus de diàmetre.
Hi ha dues restes de supernoves a Cassiopeia. La primera, designat 3C 10 o simplement el Romanent de la Supernova de Tycho, és el resultat de la supernova de l'Estrella de Tycho. Va ser observada el 1572 per Tycho Brahe i ara existeix com un objecte brillant en l'espectre de ràdio. Dins de l'asterisme "W" format per les cinc estrelles principals de Cassiopeia es troba Cassiopeia A (Cas A). És el romanent d’una supernova que va tenir lloc fa aproximadament 300 anys (tal com s'observa ara des de la Terra; es troba a 10.000 anys llum de distància), i té la distinció de ser la font de ràdio més forta observable fora del Sistema Solar. Potser va ser observada com una estrella feble el 1680 per John Flamsteed. També va ser objecte de la primera imatge retornada per l'Observatori de Raigs X Chandra a finals dels anys noranta. La closca de matèria expulsada de l'estrella es mou a 4.000 quilòmetres per segon i té una temperatura de 30.000 kèlvins de mitjana.

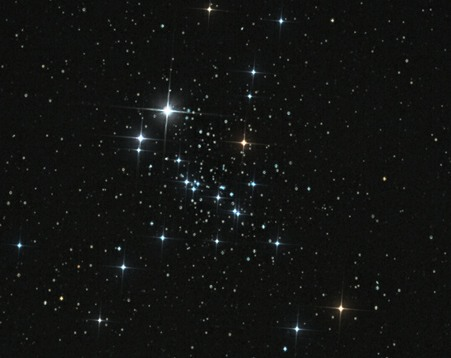
NGC 457.

NGC 457 és un altre cúmul obert present a Cassiopeia, també anomenat E.T. Cluster, el Owl Cluster i Caldwell 13. El cúmul va ser descobert el 1787 per William Herschel. Té una magnitud global de 6,4 i es troba a aproximadament 10.000 anys llum de la Terra, al braç de Perseu de la Via Làctia. Tanmateix, el seu membre més destacat, la doble estrella Phi Cassiopeiae, està molt més a prop, entre 1.000 i 4.000 anys llum de distància. NGC 457 és bastant ric; és un cúmul Shapley classe e i Trumpler classe I 3 r. Es concentra cap al seu centre i es desprèn del camp estel·lar. Conté més de 100 estrelles, que varien àmpliament en brillantor.
Dos membres del grup local de galàxies es troben a Cassiopeia. NGC 185 és una galàxia el·líptica de magnitud 9,2 del tipus E0, a 2 milions d’anys llum de distància. Una mica més feble i més distant, NGC 147 és una galàxia el·líptica de magnitud 9,3, igual que NGC 185 és una el·líptica de tipus E0; es troba a 2,3 milions d’anys llum de la Terra. Tot i que no ser d'Andròmeda, ambdues galàxies nanes hi estan unides gravitacionalment.

Galàxia irregular IC 10.

IC 10 és una galàxia irregular que és la galàxia més ràpida coneguda i l'única del grup local de galàxies.
Cassiopeia també conté part del grup de galàxies més properes al nostre grup local, com ara IC 342 / Maffei Group. Les galàxies Maffei 1 i Maffei 2 es troben just al sud de les nebuloses del cor i de l'Ànima. Com a resultat d'aquesta ubicació a la Zona d'Evitació, tots dos són sorprenentment dèbils malgrat que tots dos es troben a menys de 10 milions d'anys llum de distància (Maffei 2 està per sota del rang de la majoria dels telescopis aficionats).

### Pluja de meteorits
La Casiopeiides Phi de desembre és una pluja d'estels. Descoberta recentment, es produeix a principis de desembre des de la constel·lació de Casiopea. Els meteors de Cassiopeiids Phi són molt lents, amb una velocitat d’entrada d’aproximadament 16,7 quilòmetres per segon. El cos d'on surt aquest material estel·lar és un cometa de la família Júpiter, tot i que es desconeix la seva identitat específica.

## Fets notables
Cinc estels donen la seva forma característica a la constel·lació. Com que està molt a prop del nord celeste, resta en el cel tota la nit a la major part dels països del nord.
Freqüentment s'usa com un tosc indicador del temps sideri; l'estel més brillant de la W, β Cassiopeiae, anomenada Caph, és molt pròxima a l'ascensió recta zero hores i per això es pot traçar una línia que passa per Polaris i β Cassiopeiae que és molt propera al punt equinoccial.